# Tony Briffa
Tony Briffa (né Antoinette Briffa à Altona en 1971 dans l'état de Victoria) est une personnalité australo-maltaise porteuse d'un syndrome d'insensibilité partielle aux androgènes. Tony Briffa a été maire et maire adjoint de la ville de Hobsons Bay, et travaille aujourd'hui comme conseiller indépendant. Il est la première personnalité politique ouvertement intersexuée au monde.
Briffa a été élevée en tant que fille, puis a vécu en tant qu'homme pendant un temps, avant de décider de vivre à la fois en tant que femme et en tant qu'homme. C'est l'une des premières personnes à avoir rendu public son acte de naissance laissé vierge et indéterminé.

## Jeunesse
Tony Briffa est né avec un syndrome d'insensibilité partielle aux androgènes. Il a été élevé en tant que fille et castré à l'âge de sept ans pour lui imposer un sexe qui lui est assigné. En réaction à une enquête du Sénat australien de 2013 sur la stérilisation involontaire ou forcée de personnes intersexuées en Australie, Briffa décrit comment les médecins « ont convaincu [sa] mère d'approuver [sa] castration » : 

« J'ai ici quelques pages tirées de mon dossier médical [...] On y lit : « Mère prête pour gonadectomie. » [...] Le rapport d'histologie, que je partagerai également, montre que les tests étaient sains. Mais il n'y a pas eu approbation par le Tribunal de la famille. Si on parle de coercition, alors oui, les médecins exercent une pression sur les familles, les parents, pour qu'ils croient que c'est nécessaire en leur disant : « Il faut qu'on enlève ces testicules pour que votre enfant soit normal » [...] Mais évidemment, l'une des conséquences du processus de stérilisation, c'est que vous subissez des opérations assez lourdes qui vous laissent des cicatrices, donc ça vous rend forcément différent ! [...] En plus [les opérations] se déroulent généralement pendant les grandes vacances, donc vous passez vos étés à l'hôpital. »

## Carrière
Tony Briffa est la première personnalité politique connue ouvertement intersexuée au monde,,,,,.
Il occupe plusieurs postes au sein du ministère de la Défense et de la police fédérale australienne. C'est le premier maire public ouvertement intersexué au monde et le « premier titulaire d'une charge publique intersexe connu dans le monde occidental », puisqu'il est maire adjoint de la ville d'Hobsons Bay, Victoria,, entre 2009 et 2011, et maire entre 2011 et 2012,,,,. Briffa démissionne de ses fonctions de conseiller local le 14 février 2014, avec effet à la nomination d'un successeur,. En octobre 2016, il est réélu au conseil municipal de Hobsons Bay.
Tony Briffa est également président du Genetic Support Network de Victoria. En 2018, il est co-directeur exécutif de Intersex Human Rights Australia (anciennement OII Australia) et vice-président du Androgen Insensitivity Syndrome Support Group Australia, associations généralement considérées comme « les deux principaux groupes de défense des droits des personnes intersexes en Australie ».

## Vie privée
Briffa est élevée en tant que fille, puis vit par la suite en tant qu'homme pendant un temps, avant de décider de vivre à la fois en tant que femme et en tant qu'homme,,.

### Certificat de naissance
Tony Briffa est l'une des premières personnes à avoir  et partager publiquement un certificat de naissance avec une classification de sexe vierge,,,,. D'autres personnes intersexes ont des situations similaires, notamment Norrie May-Welby, qui obtient la mention de sexe « non-specific » (non-spécifié, indéterminé) par la Haute Cour d'Australie en avril 2014 à la suite de l'échec de sa chirurgie de réattribution sexuelle, et Alex MacFarlane, qui serait le premier à avoir eu un certificat de naissance et un passeport indéterminés,,,,. S'exprimant lors de l'audience du Sénat australien sur la stérilisation des personnes intersexuées en mars 2013, Briffa déclare : 

« Mon certificat de naissance, délivré par l'état de Victoria, ne me classifie pas en tant que féminin ou masculin. J'ai sûrement eu un certificat féminin, j'ai eu un certificat masculin à un moment donné, et j'ai maintenant un certificat laissé vide. Mais nous espérons qu'un jour nos certificats de naissance pourront réellement refléter, pour celles et ceux qui le souhaitent, la manière dont la nature nous a fait·e·s. Si une personne se sent femme c'est génial, si elle se sent homme c'est génial, mais il y a aussi des personnes comme moi : j'accepte simplement la manière dont la nature m'a fait·e. Je serais heureux·se que mon certificat de naissance dise que je suis à la fois femme et homme. Un jour, avec un peu de chance, nous aurons cela aussi. »

### Pronoms
Tony Briffa a fait la déclaration suivante : « J'assume tout à fait publiquement que je suis né biologiquement en partie féminin et en partie masculin et que j'ai été élevé en tant que fille et vécu en tant que femme jusqu'à mes 30 ans. Je demande à tous mes amis et collègues de respecter mon sexe tel qu'il a été fait par la nature : à la fois masculin et féminin ». Il précise également qu'il en est venu à accepter la partie masculine de lui-même, et qu'il utilise à présent des pronoms masculins, mais continue de s'identifier comme ni masculin ni féminin.

### Mariage
Les problèmes juridiques présentés par son certificat de naissance indéterminé ont empêché Tony Briffa de se marier légalement en Australie avant fin 2017. Le 27 septembre 2013, il épouse Manja Sommeling à Dunedin, en Nouvelle-Zélande,. L'association Intersex Human Rights Australia relève que  : 

« Tony est né dans l'état de Victoria avec un Syndrome d'insensibilité partielle aux androgènes, l'une des nombreuses variations intersexes qui existent, et son certificat de naissance ne spécifie aucun sexe. Le mariage en Australie est actuellement uniquement autorisé entre un homme et une femme, et Tony n'est donc pas éligible. Tony a la possibilité de se marier en Nouvelle-Zélande car une loi offrant l'égalité face au mariage a été adoptée il y a quelques mois. »